# لغة لاشية

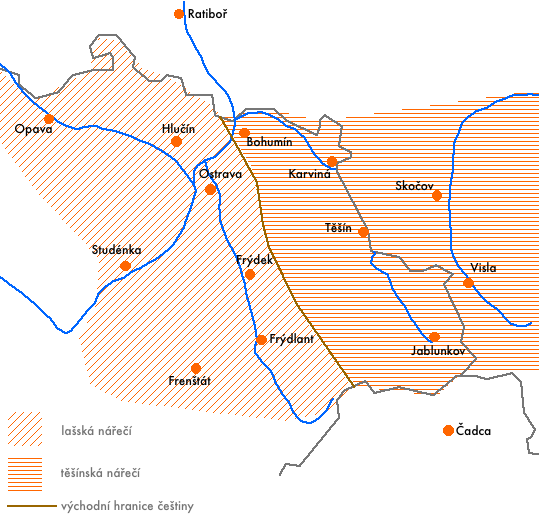
خريطة تبين توزيع اللهجات اللاشية (غرب) واللهجة سيليزيا Cieszyn (شرق) في المناطق الحدودية التشيكية البولندية السلوفاكية.

لغة ولهجات لاشية (بالتشيكية: lašská nářečí، lašstina وبالبولندية: gwary laskie، وينبغي عدم الخلط بينها وبين مجموعة لغات ليشلتيكية)، هي مجموعة من اللهجات السلافية الغربية التي تشكل مرحلة انتقالية بين اللغة البولندية والتشيكية. ويُتحدث بها في أجزاء من سيليزيا التشيكية، ومنطقة Hlučín، ومورافيا الشمالية الشرقية، وكذلك في بعض القرى المجاورة في بولندا. معظم الباحثين التشيكيين ينظرون لللاشية على أنها لهجة من التشيكية، في حين تميل آراء علماء اللهجات البولنديين لصقه أصول اللاشية بالبولندية.
وتنقسم اللاشية، التي هي قريبة من اللغة البولندية، إلى العديد من اللهجات الفرعية (الغربية والشرقية والجنوبية)، ويمكن بالتالي اعتبار أيضا أنها سلسلة لهجات متصلة، مع وضوح التماس المحدود بين اللهجات الشرقية والغربية. هذا التميُز اللهجوي ليس من خاصيات جمهورية التشيك، حيث هناك يكون قدر كبير من التشابه في اللهجة، وخاصة في غرب الجمهورية.
معظم اللاشيين، وخاصة المتكلمين الأصغر سنا، يتكلمون الآن التشيكية، ويستخدامونها كلغة الكتابة، في حين لا تزال اللاشية لغة الخطاب اليومية. تحتوي اللاشية على العديد من الكلمات المستعارة من الألمانية، وفقا لبعض المصادر،[ما هي؟]
ما يصل إلى 8٪ من المفردات.
ربما كان الشاعر Óndra Łysohorsky هوالكاتب الأكثر شهرة في لهجة اللاشية. كان Łysohorsky بارزا لرفضه الكتابة باللغة التشيكية، وعمد بدلا من ذلك الكتابة بلهجة محلية من سيليزيا العليا. وهو يفعل ذلك، ساهم إلى حد كبير في تطوير اللغة اللاشية الأدبية.

## أمثلة نصية
| نص مثال ل (Óndra Łysohorsky) | نص مثال ل (Óndra Łysohorsky) | نص مثال ل (Óndra Łysohorsky) | نص مثال ل (Óndra Łysohorsky) |
| لاشية | تشيكية | بولندية | عربية |
| --- | --- | --- | --- |
| Lašsky jazyk, w širokych rysach, je młuva ludu w sewerowychodnej Morawě, w starym "Rakuskym Ślónsku" a w Hučinsku. Od zapadniho jazyka českeho a połedniho jazyka slowénskeho śe rozeznowo hławně akcéntém na předostatni słabice, od wychodniho jazyka polskeho hławně ňedostatkém nosowych samohłosek | Lašský jazyk, v širokých rysech, je řeč lidí na severovýchodní Moravě, ve starém "Rakouském Slezsku" a v Hlučínsku. Od západního jazyka českého a jižního jazyka slovenského se rozezná hlavně akcentem na předposlední slabice, od východního jazyka polského hlavně nepřitomností nosových samohlásek | Język laski, ogólnie charakteryzując, to mowa ludu na północno-wschodnich Morawach, na starym "Śląsku Austriackim" i w rejonie Hulczyna. Od zachodniego języka czeskiego i południowego języka słowackiego różni się przede wszystkim akcentem na przedostatnią sylabę. Od wschodniego języka polskiego w szczególności nieobecnością nosowych samogłosek. | تتميز اللغة اللاشية، بشكل عام، بلغة للشعب من مورافيا الشمالية الشرقية و هي "مقاطعة نمساوية" قديمة، ومنطقة Hlučín. وتمييزها عن اللغة التشيكية في الغرب واللغة السلوفاكية في الجنوب جزء كبير منها من التأكيد على المقطع قبل الأخير، من اللغة البولندية في الشرق أساسا بسبب عدم وجود حروف العلة الأنفية. |

## هوامش
1. 1 2 3  Hannan 1996, 726.
2. ↑  Hannan 1996, 730.
3. ↑  S. Bąk, Mowa polska na Śląsku, Wrocław and Warsaw 1974.